# Belházy N. János
Belházy N. János (Belházi Nepomuk János; Körmöcbánya, 1823. április 19. – Budapest, 1901. április 20.) bányaigazgató, numizmata, pénzügyminiszteri tanácsos.

## Életpályája
1844-től a selmecbányai bányászati akadémián tanult. 1871-ben a kolozsvári bányaigazgatóság elnöke lett, majd a pénzügyminisztériumban volt miniszteri tanácsos, ahonnan 1895-ben ment nyugdíjba.
Szenvedélyesen gyüjtötte és rendezte a magyar pénzverés emléktárgyait és igyekezett hiánytalan sorozatban összeállítani a Körmöcbányán vert érmeket. Értékes numizmatikai gyűjteményét a körmöcbányai pénzverdének adományozta, a Belházy-féle pénz- és éremgyüjteményben az első határozottan körmöci veretekkén Zsigmond király pénzeit tüntették fel.
Belházy a numizmatikával kapcsolatos metrológiai és kohászati problémákat is tanulmányozta.

## Művei
- 1889 A régi magyar pénzverési súlymértékek. Selmecbánya, Joerges Ágost özv. és fia. (különnyomat az 1889-iki Bányászati és Kohászati lapokból)